# Batalha de Dogger Bank (1915)
A Batalha de Dogger Bank foi um confronto naval durante a Primeira Guerra Mundial que ocorreu em 24 de janeiro de 1915 perto de Dogger Bank no Mar do Norte, entre esquadrões da Grande Frota e da Frota de Alto-Mar. Os britânicos interceptaram e decodificaram as transmissões sem fio alemãs, obtendo conhecimento antecipado de que um esquadrão de invasão alemão estava se dirigindo para Dogger Bank e navios da Grande Frota navegaram para interceptar os invasores.
Os britânicos surpreenderam o esquadrão alemão menor e mais lento, que fugiu para casa. Durante uma perseguição severa que durou várias horas, os britânicos alcançaram os alemães e os enfrentaram com tiros de longo alcance. Os britânicos desativaram o Blücher, o navio alemão mais recuado, e os alemães colocaram a nau capitânia britânica HMS Lion fora de ação. Devido à sinalização inadequada, os navios britânicos restantes interromperam a perseguição para afundar o Blücher; quando o navio foi afundado, o resto do esquadrão alemão havia escapado.

O esquadrão alemão voltou ao porto, com alguns navios precisando de grandes reparos. Lion conseguiu voltar ao porto, mas ficou fora de ação por vários meses. Os britânicos não perderam navios e sofreram poucas baixas; os alemães haviam perdido Blücher e a maior parte de sua tripulação. Após a vitória britânica, ambas as marinhas substituíram os oficiais que se pensava terem mostrado mau julgamento e fizeram alterações nos equipamentos e procedimentos devido a falhas observadas durante a batalha.